# C/2001 OG108
C/2001 OG108 (LONEOS) är en Halleykomet med en omloppstid på 48,5 år. Den upptäcktes den 28 juli 2011 med hjälp av LONEOS-teleskopet vid Lowell Observatory.
Observationer i januari och februari 2002 visade att "asteroiden" hade utvecklat en liten mängd kometär aktivitet när den närmade sig perihelium. Den omklassificerades senare till en komet. Kometens förra perihelium (närmaste förhållningssätt till solen) var den 15 mars 2002. Nästa perihelium är beräknat till den 6 juni 2050.
Kometen har en rotationsperiod på 2,38 ± 0,02 dygn (57,12 hr).
År 2003 beräknades kometen ha en absolut V medelmagnitud (H) på 13,05 ± 0,10, med en albedo på 0,03, vilket ger en effektiv radie på 8,9 ± 0,7 km. Data från Fernandez (2004–2005) JPL listar kometen med en albedo på 0,05 och en diameter på 13,6 ±1 km. 
Kometen representerar förmodligen övergången mellan typiska Halleykometer och långperiodiska kometer och utdöda kometer. Damokloider har studerats som möjliga kandidater till utdöda kometer på grund av likheten mellan deras banparametrar med Halleykometers.